# Max Walter Svanberg
Max Walter Svanberg, född 21 februari 1912 i Malmö, död 28 maj 1994 i Limhamn, var en svensk målare, tecknare och grafiker. Svanberg fann under inflytande från surrealism ett starkt personligt bildspråk i erotiska, exotiskt färgskimrande bilder. 

## Biografi
Max Walter Svanberg var son till bagaren Oskar Waldemar Svanberg och Elin Karolina Olsson och från 1940 gift med Gunni Linnea Kristina Sjöström samt far till Rosemary Svanberg-Nilsson och Bo Walter Svanberg (född 1946). När Svanberg var i 15-årsåldern drömde han om att bli fiolbyggare som omedvetet var hans längtan att kunna skapa en kvinnlig figuration. Efter ett par år som springpojke kom han 1929 till Palladiumbiografernas reklamateljé i Malmö där han till en början under handledning fick arbeta med alla förekommande uppgifter. Han slutade som reklammålare 1931 och blev elev vid Skånska målarskolan som han lämnade 1932 för att studera konst i Stockholm. Han sökte förgäves in till Konsthögskolan och då han inte blev antagen fortsatte han sina konststudier vid Otte Skölds målarskola där han arbetade några terminer men enligt egen utsago var det bara krokiteckningen som han fick glädje av. Han drabbades av en personlig katastrof när han 1934 fick svår polio och först efter något år kunde lämna sjukhuset med vänster arm och delvis vänster ben obrukbara. 
Han debuterade i en grupputställning på Ekströms konstgalleri i Stockholm 1935 och tillsammans med Carl Oskar Svensson ställde han ut i Malmö 1938. Separat ställde han ut i Malmö 1941 med surrealistiska kompositioner uppblandat med blomsterstilleben och porträtt och 1945 genomförde han en uppmärksammad utställning på Gummesons konsthall som följdes av en separatutställning på Modern konst i hemmiljö 1948 och vid André Bretons galleri A l´Etoile Scellée i Paris 1956, Galerie Raymond Cordier i Paris 1957, Kunstnerernas kunsthandel i Köpenhamn 1964, Krognoshuset i Lund 1950 samt Färg och Form 1962. 
I början av 1950-talet uppmärksammades Svanberg internationellt genom sin medverkan i Exposition des Peintures Internationales Contemporaines som visades i Tokio och The Third Tokyo Independent Art Exhibition 1951. Han medverkade bland annat i de internationella surrealistutställningarna Exposition internationale du Surréalisme på Galerie Daniel Cordier i Paris 1959-60, Surrealist Intrusion in the Enchanters' Domain på D´Arcy Galleries i New York 1960-61 och Mostra Internazionale del Surrealismo på Galleria Schwarz i Milano 1961. Han var även med vid Salon de Mai på Musée d'Art Moderne i Paris åren 1961–1967 och på Musée des Arts Décoratifs i Paris 1967 samt deltog i samlingsutställningar arrangerade av Skånes konstförening och Sveriges allmänna konstförening. En retrospektiv imaginistutställning visades på Skånska konstmuseum 1954. Tillsammans med C.O. Hultén, Endre Nemes och Adja Yunkers bildade man 1943 konstnärsgruppen Minotaur och 1946 bildades konstnärsgruppen Imaginisterna av Svanberg, C.O. Hultén och Anders Österlin som senare utökades med Gösta Kriland och Bertil Gadö. 
Under många år var gruppen Imaginisterna ett stimulerande inslag i skånskt och delvis rikssvenskt konstliv och man startade förlaget Image som gav ut Hulténs frottage, hyllade Max Ernst, åtta litografier av Svanberg och genomförde utställningar på Modern konst i hemmiljö, Göteborgs konsthall, Malmö museum och Helsingborg. Som en kröning av gruppen genomförde man en utställning på Galerie de Babylone i Paris 1953 varefter Svanberg i protest lämnade gruppen eftersom han ansåg att de andra medlemmarna övergick till en mer abstrakt och spontan konst. Han spelade in dokumentärfilmen Den imaginära bildens kärleksgåva och som illustratör illustrerade han bland annat André Bretons Alouette du Parloir 1954, Joyce Mansours Les Gisants Satisfaits 1958 och Arthur Rimbauds Illuminationer 1958 i översättning av Helmer Lång. Tillsammans med Hultén och Anders Österlin dekorerade han ett rum på Radiotjänst i Malmö 1951. Hans konst består av realistiskt måleri med stilleben, porträtt, fönsterutsikter och modeller och under signaturen Max Walters målade han mer surrealistiskt med fantasifigurer. Svanberg är representerad vid Nationalmuseum, Moderna museet, Norrköpings konstmuseum, Hallands kulturhistoriska museum, Länsmuseet Gävleborg,
Göteborgs konstmuseum, Helsingborgs museum, Kungliga biblioteket, British Museum, Tate Modern, Museum of Modern Art i New York, National Gallery of Art och Museo Nacional de Arte Moderno i Mexico City. 
”Min konst är tillbedjarens hymn till kvinnan; till denna sällsamma hybrid av vision och verklighet, av konvulsivisk skönhet och kysk frestelse. En solitär i regnbågsrum med hud av sällsamma kläder och fjärilssvärmar, händelser och dofter, av morgonens rosenfingrar, dagens genomskinliga solar, av aftonens blå älsklingar och nattens storögda fiskar” har Svanberg själv deklarerat.
Samtiden blev ibland provocerad av erotiken i Svanbergs målningar, men idag är uppfattningen en annan och den minutiösa dekorativa skönheten i de smyckelika kvinnobilderna betonas. Svanberg uppskattades av André Breton och surrealisterna och ingick i konstnärsgruppen Imaginisterna. . Han är begravd på Limhamns kyrkogård.

## Uppmärksammat upphovsrättsmål
Våren 1977 inleddes ett uppmärksammat upphovsrättsmål mellan Max Walter Svanberg och konstnären Leif Eriksson, föranlett av serigrafin ”Äkta max walters?”. Det rörde en upplaga om 25 numrerade och signerade exemplar, som Eriksson gjorde för att delta i Skånes konstförenings jurybedömda utställning ”Förvandlingar”. Bilden trycktes på reproduktioner utgivna 1967 av Svanbergs litografi ”Den röda dagens blommande kroppar” från 1955. Eriksson kommenterade och kritiserade bland annat hur Svanberg lurade publiken genom att signera reproduktioner så att de förväxlades med hans originalgrafik. 
Rättsfallet var unikt och prejudicerande, och Svanberg kom att förlora målet.